# Salon literacki

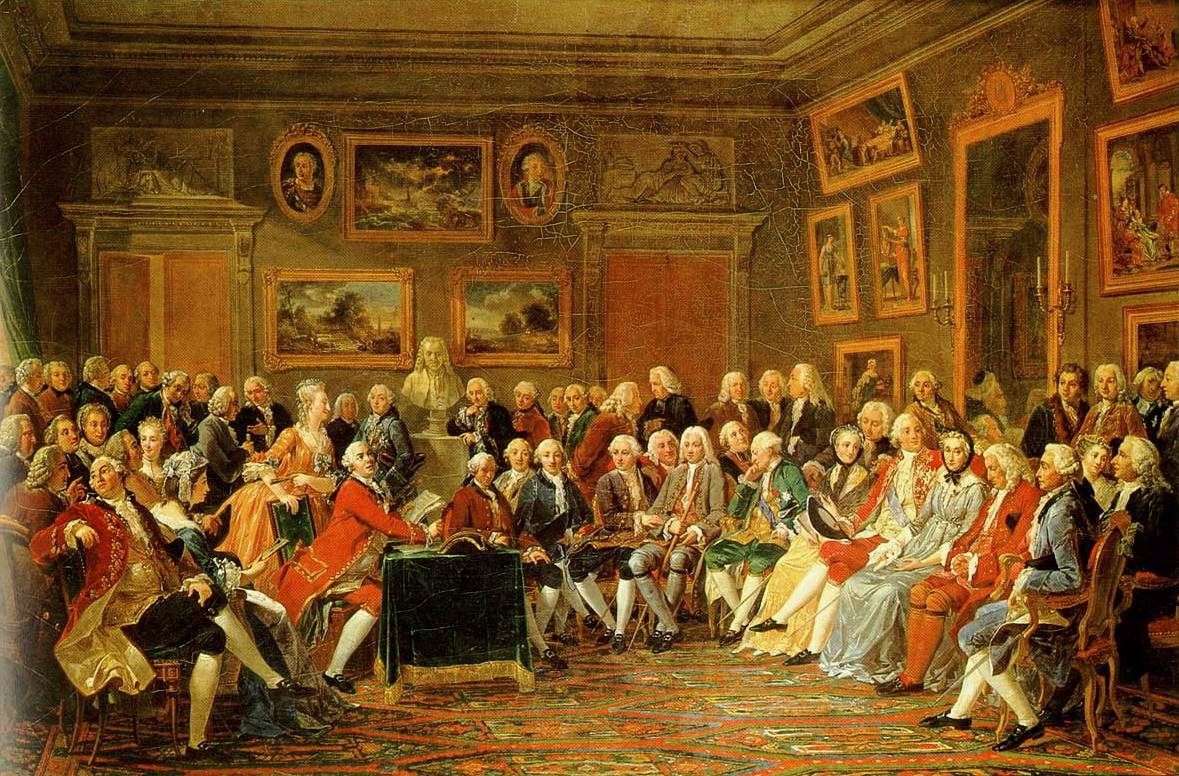
Salon Madame Geoffrin, 1755

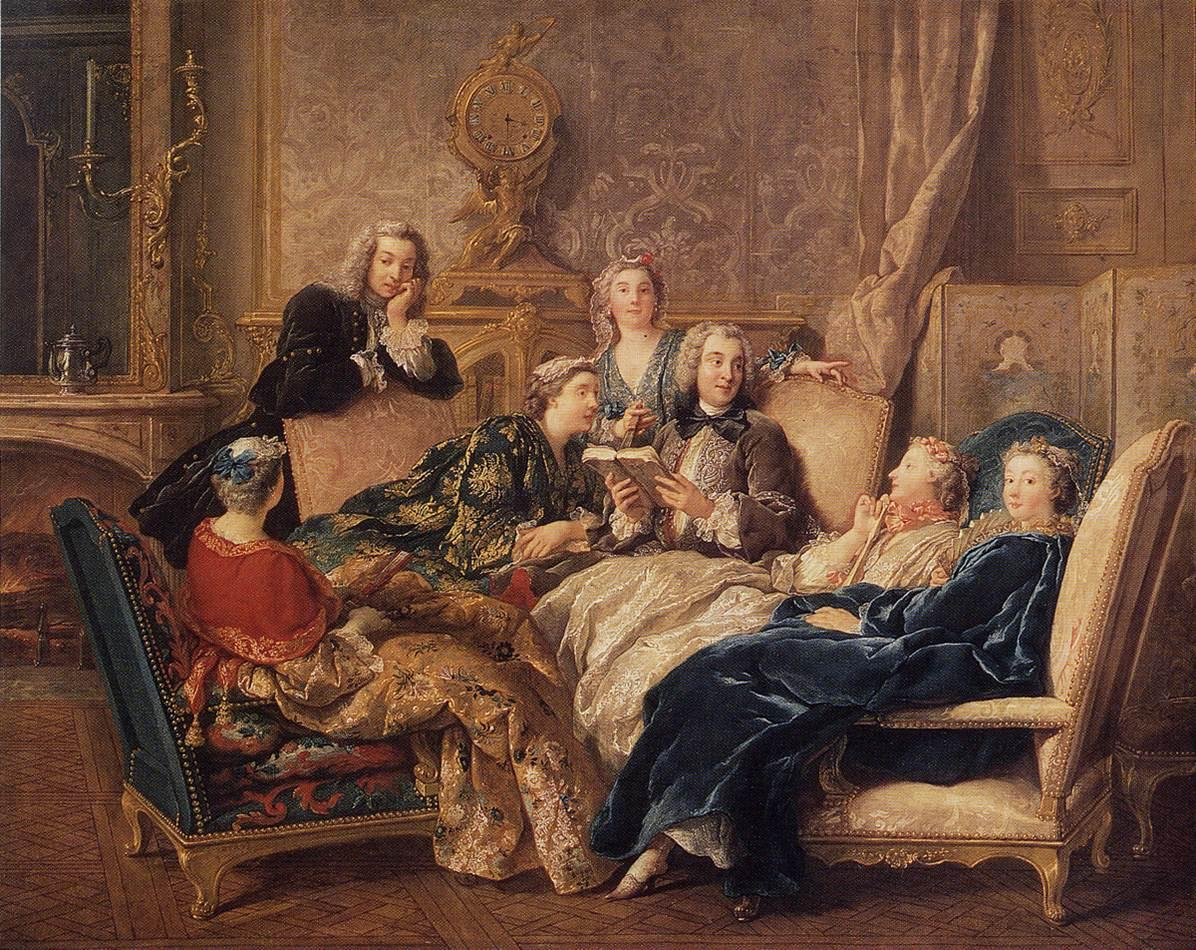
Jean-François de Troy, Lektura Moliera

Salon literacki – rodzaj zebrania towarzyskiego odbywającego się w domach arystokratycznych lub mieszczańskich, gromadzącego twórców, krytyków i odbiorców literatury i poświęconego dyskusjom na tematy literackie. Salony odbywały się regularnie w określonym terminie i miejscu. Często prowadzone były przez kobiety.

## Historia salonów literackich
Za pierwowzór salonów uznać można dyskusje kulturalne odbywające się w czasach starożytnej Grecji i w epoce renesansu. Właściwa instytucja salonu powstała we Francji za czasów Ludwika XIII i Ludwika XIV. Salony francuskie prowadzone były zazwyczaj przez kobiety. W XVII wieku spotkania miały zazwyczaj charakter elitarny i gromadziły przede wszystkim osoby z wyższych warstw społecznych. W okresie tym do najsłynniejszych salonów francuskich należały spotkania u panny Madeleine de Scudéry, markizy Catherine de Rambouillet, Ninon de Lenclos i Madame de La Fayette. Salony te odwiedzali m.in. Pierre Corneille i Blaise Pascal. W XVIII wieku, przed rewolucją francuską pojawiły się pierwsze salony mieszczańskie, takie jak salon Mme Geoffrin, w których gośćmi bywali również przedstawiciele wyższych warstw, jednak wciąż jeszcze popularne były spotkania w domach arystokracji, m.in. Anny de Lambert, Marie du Duffand i u państwa Neckerów. Sytuacja ta uległa zmianie po rewolucji, kiedy to dominująca rola w życiu intelektualnym przypadła salonom burżuazyjnym.

## Salony literackie w Polsce

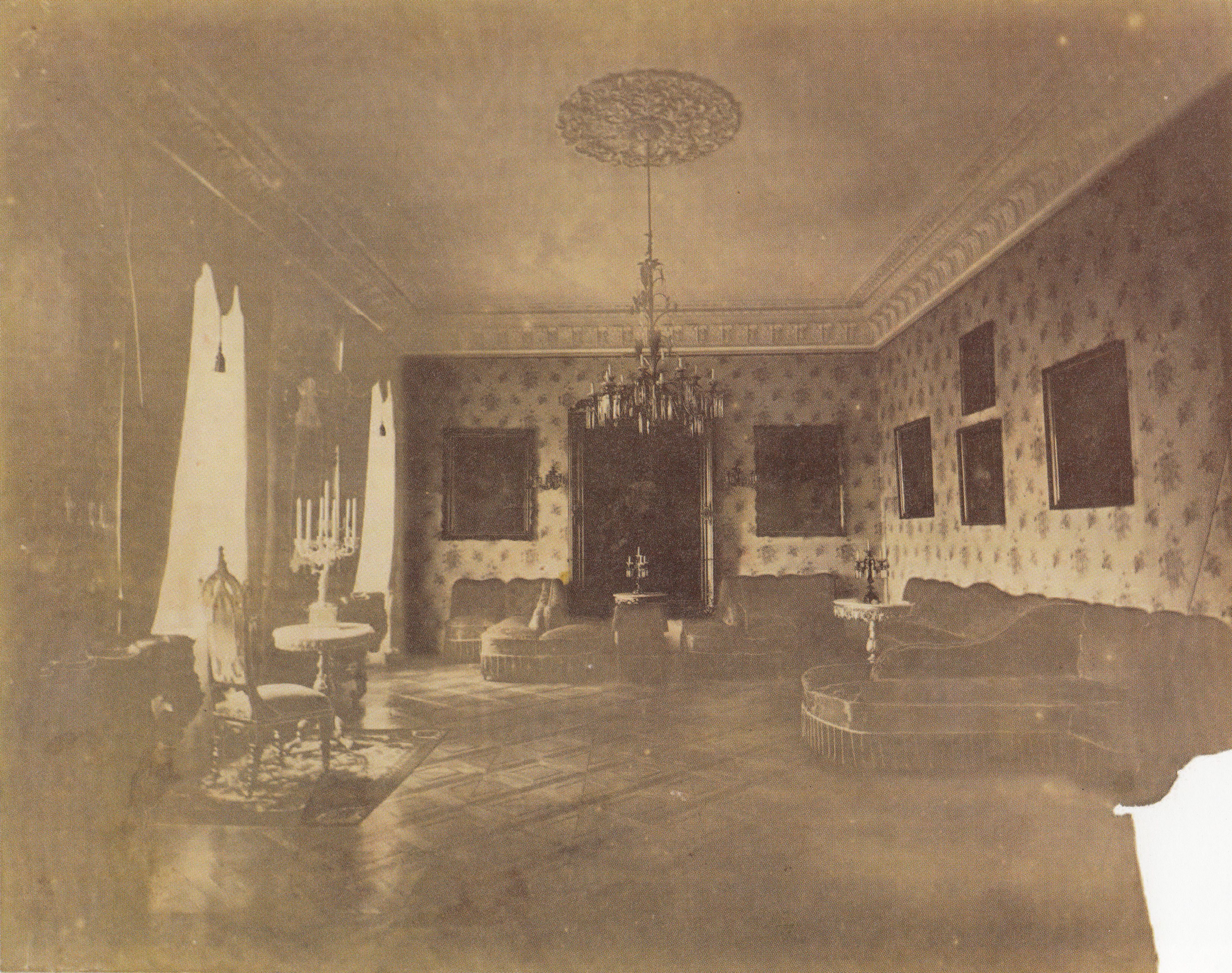
Mieszkanie Jadwigi Łuszczewskiej (Deotymy) przy ul. Królewskiej 37 (róg Marszałkowskiej) w Warszawie, w którym poetka prowadziła salon literacki

Za pierwszy właściwy polski salon literacki uznaje się obiady czwartkowe króla Stanisława Augusta, gromadzące ówczesnych intelektualistów. W tym samym czasie działały również inne salony, m.in. Adama Kazimierza Czartoryskiego w Pałacu Błękitnym oraz, od lat osiemdziesiątych, Izabeli Czartoryskiej w Puławach. Do salonów uczęszczali wtedy m.in.: Ignacy Krasicki, Franciszek Karpiński i Adam Tadeusz Naruszewicz. Pojawiały się również pierwsze tego typu spotkania w domach mieszczańskich (m.in. Grzegorza Łyszkiewicza), miały one jednak charakter głównie towarzyski, okazyjnie jedynie zajmując się sprawami sztuki i literatury.
Rozwój polskich salonów literackich został zahamowany przez rozbiory. Ponowny rozwój nastąpił dopiero po ok. 1815 roku w Księstwie Warszawskim. W tym okresie działały intensywnie salony Ignacego Sołtyka i Marcina Badeniego, w którym bywał między innymi Julian Ursyn Niemcewicz. Bardzo znaczący był również salon Tadeusza Mostowskiego; w salonie tym zbierało się tzw. Towarzystwo Iksów zrzeszające polskich krytyków literackich, na zebraniach omawiali oni różne dzieła literackie i dyskutowali o języku literatury i sztuce klasycznej. Istotną rolę w życiu literackim odgrywały również spotkania w domu Wincentego Krasińskiego, odbywające się w latach 1815–1827. Goście spotykali się tam początkowo w soboty, potem jednak zebrania przeniesiono na czwartki, aby konkurować z obiadami królewskimi. Salon Krasińskiego poświęcony był początkowo twórczości klasycznej, natomiast w latach 1823–1827 odbywały się tam spory pomiędzy klasykami a romantykami. Spotkania te odgrywały znaczącą rolę w życiu literackim kraju – młodzi artyści zyskiwali dzięki nim możliwość zaistnienia publicznie i zaprezentowania się czytelnikom. Salon Krasińskiego odwiedzany był przez takich pisarzy jak: Seweryn Goszczyński, Kajetan Koźmian, Julian Ursyn Niemcewicz, posłużył również Mickiewiczowi do skonstruowania sceny „salonu warszawskiego” w Dziadach. Salon ten upadł po 1828 roku, kiedy wielu gości opuściło go, protestując przeciwko postawie politycznej gospodarza.
W okresie romantyzmu do najważniejszych salonów należał lwowski salon Adama Kłodzińskiego, w którym omawiano utwory mające się ukazać w Ossolineum. W Warszawie spotykano się u Anny Nakwaskiej, Katarzyny Lewockiej, Seweryny Pruszakowej i innych. W tamtym okresie, oprócz rozmów o literaturze i głośnego odczytywania utworów, w salonach zajmowano się chętnie teatrem amatorskim np. u Jadwigi Łuszczewskiej (Deotymy) wystawiano ambitny repertuar romantyczny, m.in. Fausta Goethego.
Salony zaczęły zanikać po powstaniu styczniowym, zaczęły je zastępować redakcje czasopism, które stały się miejscami najważniejszych dyskusji o literaturze.

## Rola i wpływ salonów literackich
Salony literackie sprzyjały rozwojowi krytyki i polemiki literackiej. Sprzyjały również promowaniu pewnych typów twórczości, np. salony prowadzone przez kobiety wpływały na faworyzowanie pewnych gatunków literackich, m.in. poezji miłosnej. Umożliwiały również zaprezentowanie się nowym twórcom i dawały im szansę na późniejszą publikację. Natomiast sposób urządzania wnętrz salonowych stawał się wzorcowy i promował pewne wzory elegancji i dobrego smaku.
W Polsce salony odgrywały istotną rolę w warunkach rozbiorowych – umożliwiały poruszanie tematów zakazanych przez cenzurę i zapoznawanie się z utworami, które nie mogły ukazać się w druku. Instytucja ta bywała jednak często krytykowana przez pisarzy, snobizm zarzucali jej w swoich utworach m.in. August Wilkoński (Salon literacki) i Józef Ignacy Kraszewski (Latarnia czarnoksięska).